# Katarzyna Agnieszka Ludwika Sapieżyna
Katarzyna Agnieszka Ludwika z Sapiehów Sapieżyna (ur. 14 stycznia 1718 w Koźminie, zm. w 2 marca 1779 w Lilienhoff) – łowczyna litewska, działaczka konfederacji barskiej.
Córka Jana Kazimierza Sapiehy, siostra Piotra Pawła.
29 czerwca 1733 wyszła za mąż za Michała Antoniego Sapiehę. Ślub odbył się bez wymaganej dyspensy na zawarcie związku między kuzynostwem, co było podstawą do wystąpienia w roku 1742 przez Katarzynę Ludwikę o unieważnienie małżeństwa, które zostało orzeczone we wrześniu 1743. W czasie bezkrólewia roku 1733 Sapiehowie przebywali w Rydze, gdzie Michał Antoni Sapieha został internowany. Po rozwodzie i powtórnym małżeństwie usunęła się na przeszło dwadzieścia lat z życia publicznego, do którego powróciła w roku 1768.
W roku 1745 Katarzyna Ludwika wzięła ślub z młodszym o sześć lat dworzaninem Sapiehów, Albertem Pawłem Żywnym, z którym miała dwóch synów. Mimo to do końca życia zachowała nazwisko i tytulaturę pierwszego męża. Kupiła dobra cieszkowskie w monarchii Habsburgów i wystarała się u cesarzowej Marii Teresy o tytuł szlachecki dla męża – von Lilienhoff. Na wyludnione ziemie sprowadziła kolonistów z dóbr rawickich, a także ufundowała kościół w Cieszkowie.
Koordynując kontakty pomiędzy przywódcami konfederacji barskiej grała decydującą rolę w przyłączeniu się do konfederacji Wielkopolski. Korespondowała m.in. z Adamem Krasińskim, Antonim Lubomirskim i Jerzym Augustem Mniszchem. Była protektorką marszałka Ignacego Malczewskiego, a przeciwniczką Jakuba Ulejskiego. Uczestniczyła w przygotowaniu zjazdu konfederatów w Poznaniu w sierpniu 1769. W dalszych latach, mimo rozłamów w konfederacji cały czas informowała Adama Krasińskiego o sytuacji w Wielkopolsce, rezydując w swoich dobrach na Śląsku pruskim. Wraz z osłabnięciem walk jej aktywność polityczna malała, aczkolwiek jeszcze w czerwcu 1772 przyjmowała Józefa Sapiehę, regimentarza konfederacji litewskiej.
Zmarła 2 marca 1779 w swoim majątku Lilienhoff, pochowano ją w kościele we Freyhan.